# Laveissière
Laveissière é uma comuna francesa na região administrativa de Auvérnia-Ródano-Alpes, no departamento de Cantal. Estende-se por uma área de 35,94 km². Em 2010 a comuna tinha 528 habitantes (densidade: 14,7 hab./km²).